# Chausey

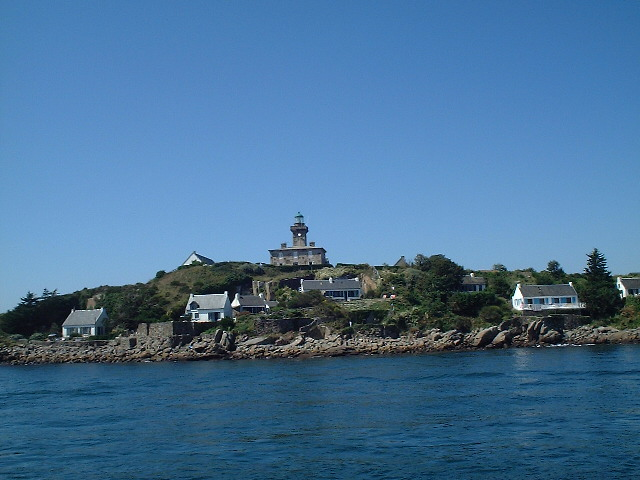
Farul din Chausey

Insulele Chausey formează un arhipelag, aflat în largul localității Granville, din Franța, în golful Saint-Malo.

## Descriere
Arhipelagul Chausey este compus din circa 300 de insule, dintre care una singură, la Grande Île, este locuită. 
Arhipelagul face parte, din punct de vedere administrativ, din comuna Granville, departamentul Manche, regiunea Normandia de Jos.

## Geografie
Chausey este constituită dintr-o insulă principală, Insula Mare, de circa 1,5 km pe 0,5 km, la dimensiunile cele mai mari (vreo 45 de hectare), și din 365 de insulițe, la reflux și vreo 52 de insulițe la flux. Insula Mare este numită așa pentru a o distinge de celelalte insule, întrucât, de fapt, Chausey desemnează atât arhipelagul, cât Insula Mare, care este singura locuită. 
Insula este constituită dintr-o formațiune geologică granitică supusă eroziunii mării și vântului. Plajele de nisip și cordoanele leagă mai multe părți ale Chausey. Mareele sunt aici printre cele mai puternice din Europa (până la 14 metri, în timpul echinocțiului).
Arhipelagul mai este cunoscut și sub denumirea de Insulele Normande.

## Istorie
Chausey a făcut vreme îndelungată obiectul disputelor teritoriale dintre englezi și francezi. Contrar insulelor vecine, anglo-normande situate mai la nord, arhipelagul Chausey este francez de mai multe secole. 
În 1022, Richard al II-lea, ducele de Normandia a donat Chausey și baronia Saint-Pair-sur-Mer călugărilor de la Mont Saint-Michel, care au construit pe Insula Mare un schit, în vecinătatea actualei ferme. 
Incredibila dantelă de granit a arhipelagului a fost exploatată timp îndelungat. Vreme de opt secole, granitul de pe insulă a servit la construcția abației de la Mont Saint-Michel și la reconstrucția localității Saint-Malo, la ridicarea porturilor de la Dieppe și de la Londra, la pavarea trotuarelor Parisului. În secolul al XIX-lea, la Chausey funcționau vreo 500 de cariere de granit. Vreme îndelungată, din arhipelag a fost exploatată soda, care servea la fabricarea săpunului, la Rouen. 

## Economia
Turismul, pescuitul homarilor și al creveților sunt activitățile economice ale locuitorilor insulei mari.

## Galerie de imagini

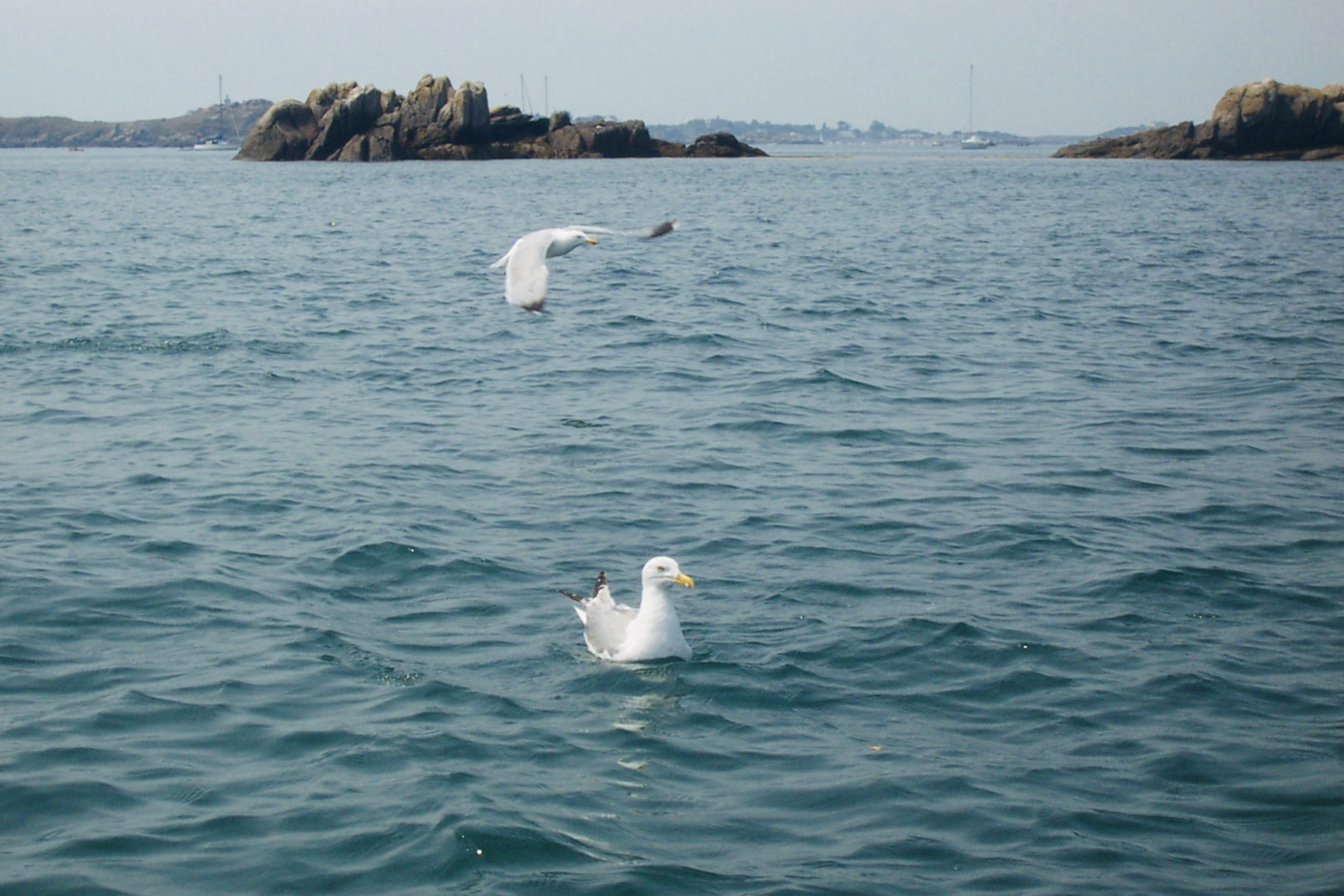
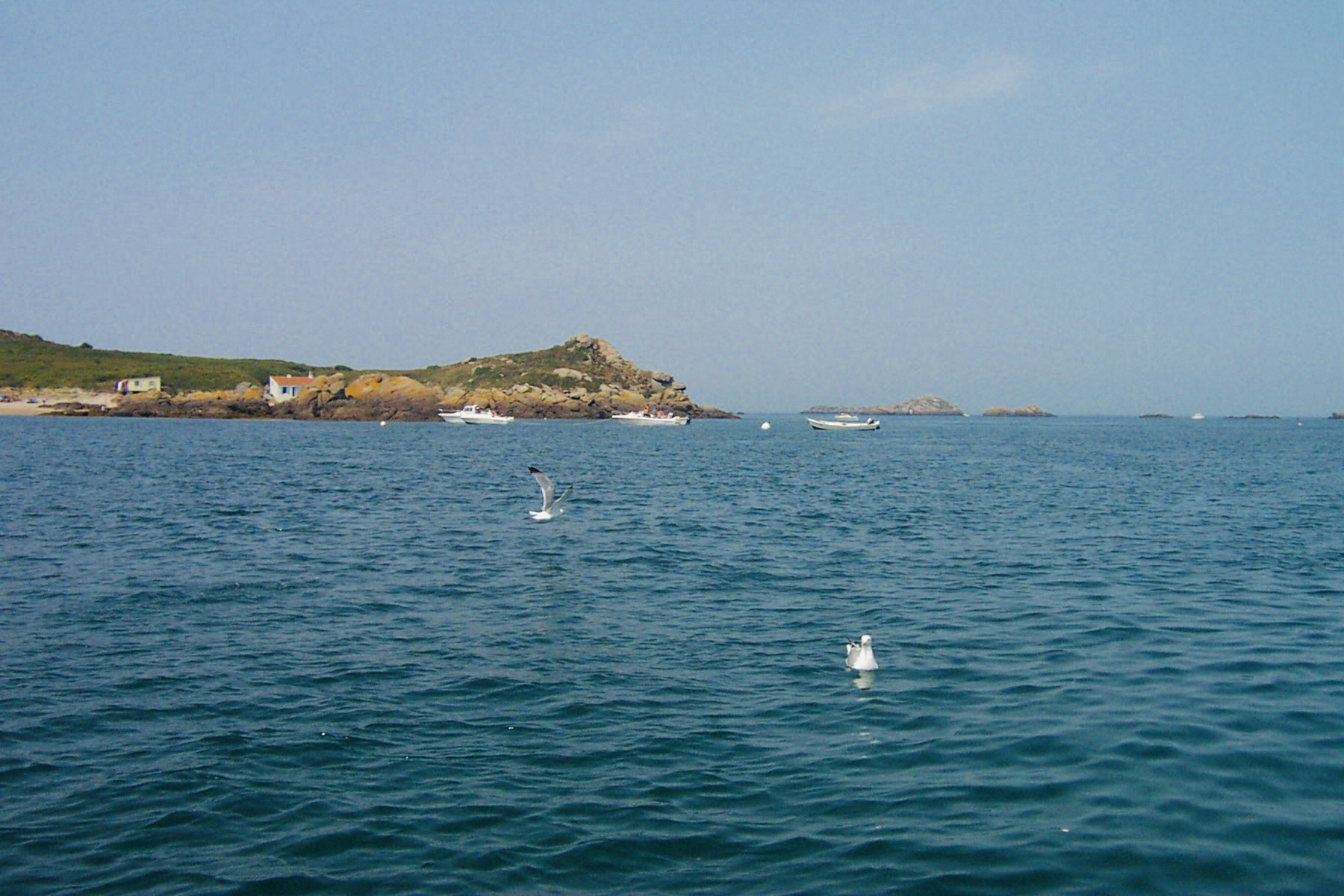
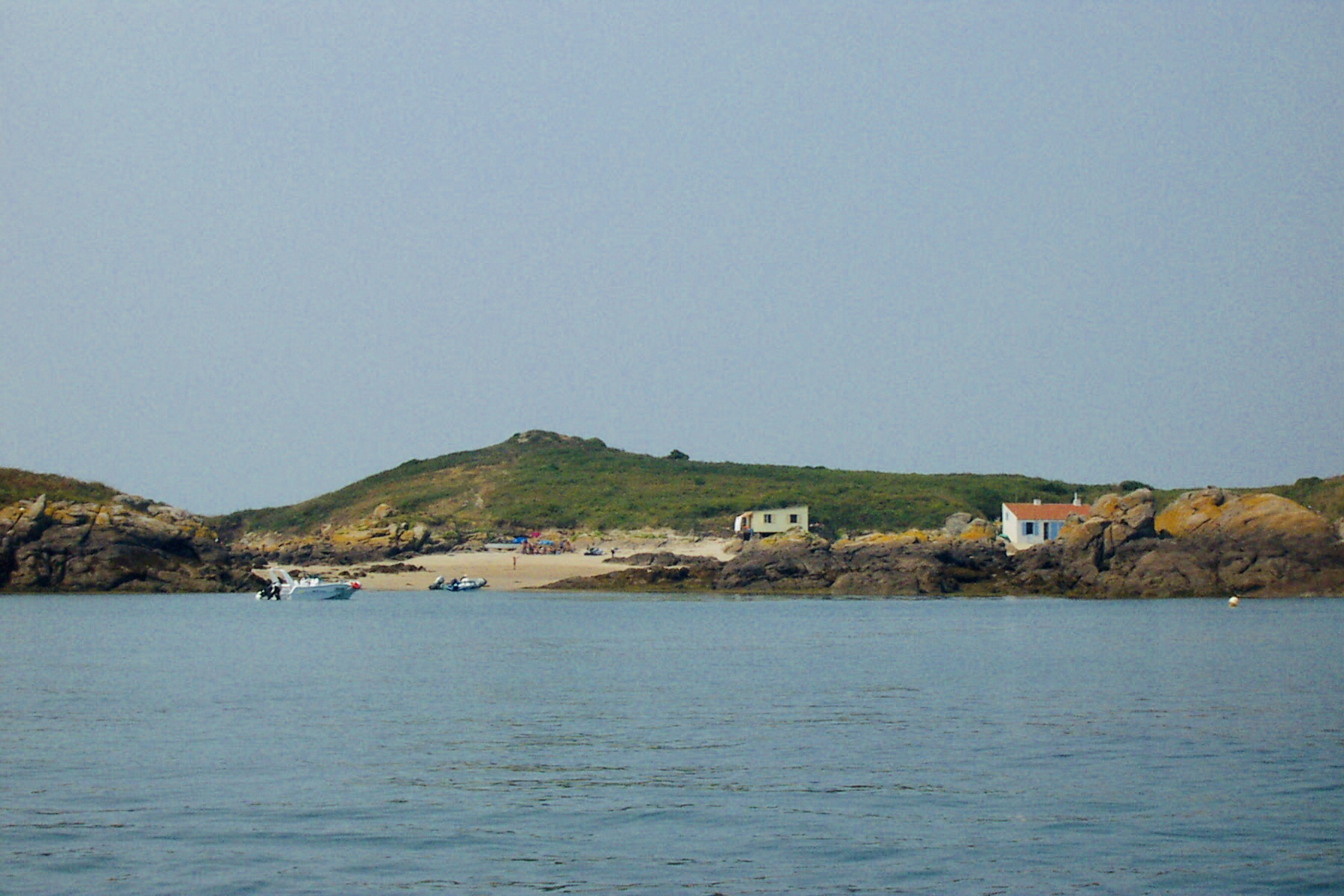
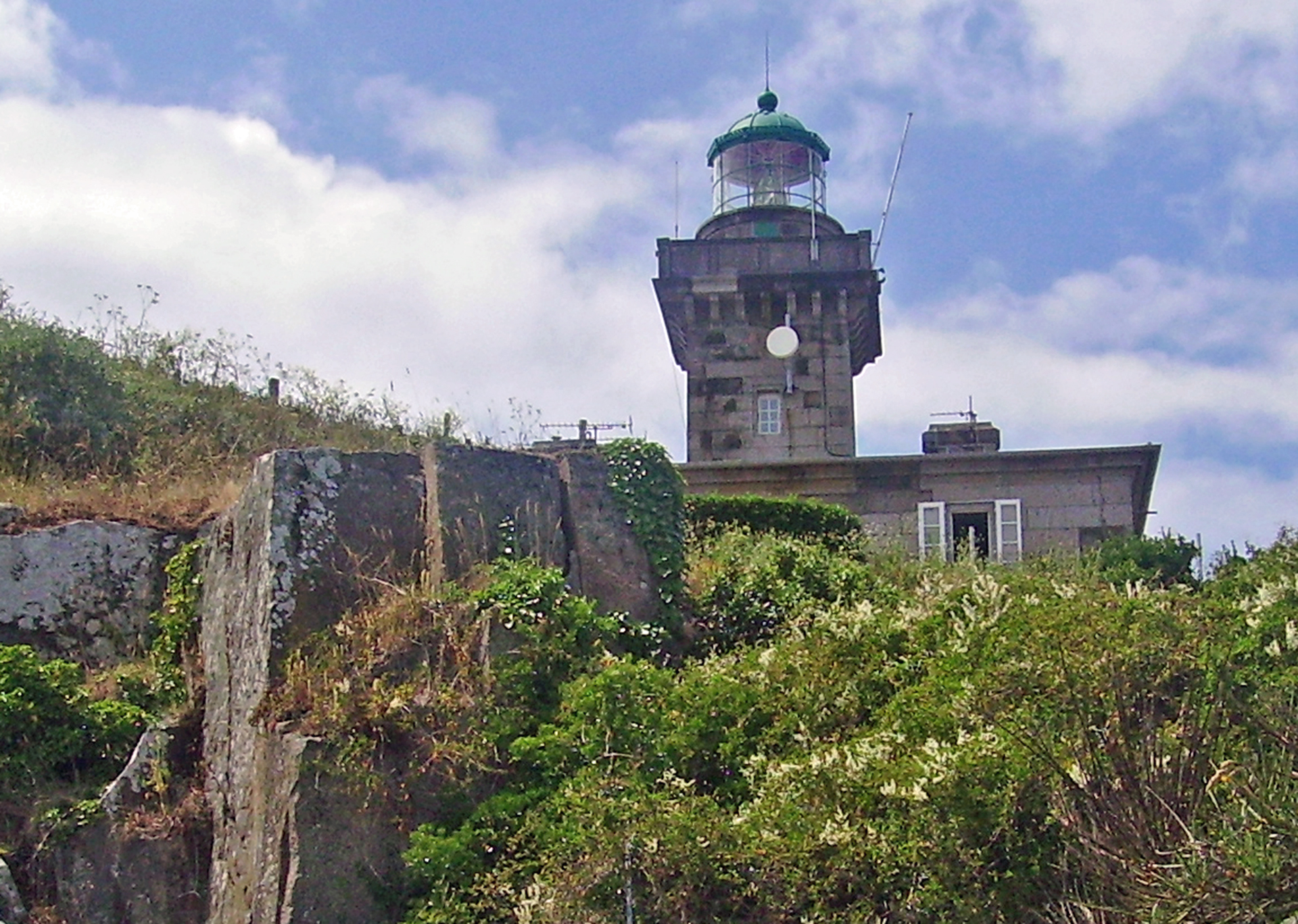
Farul
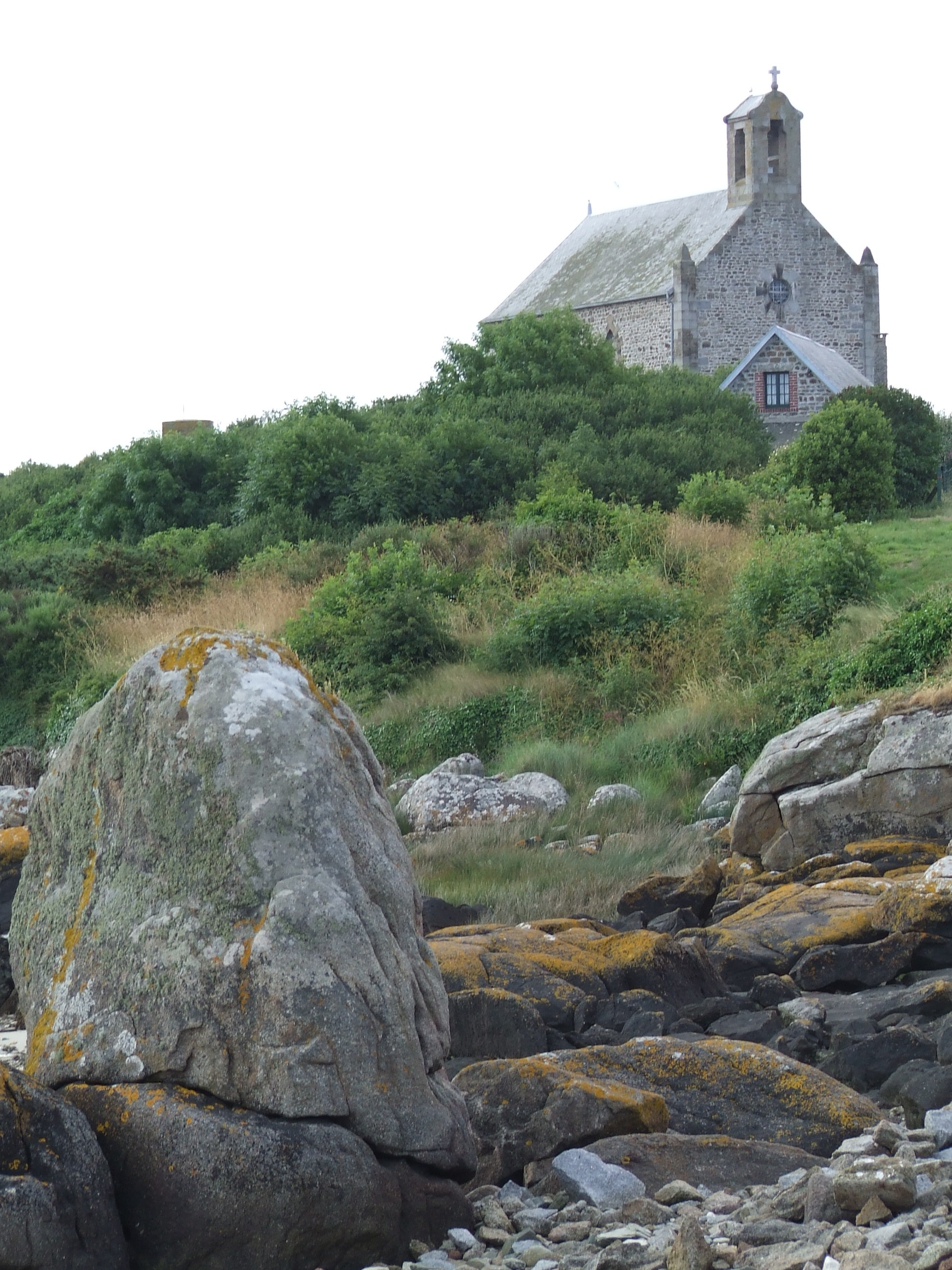
Capela de pe Insula Mare
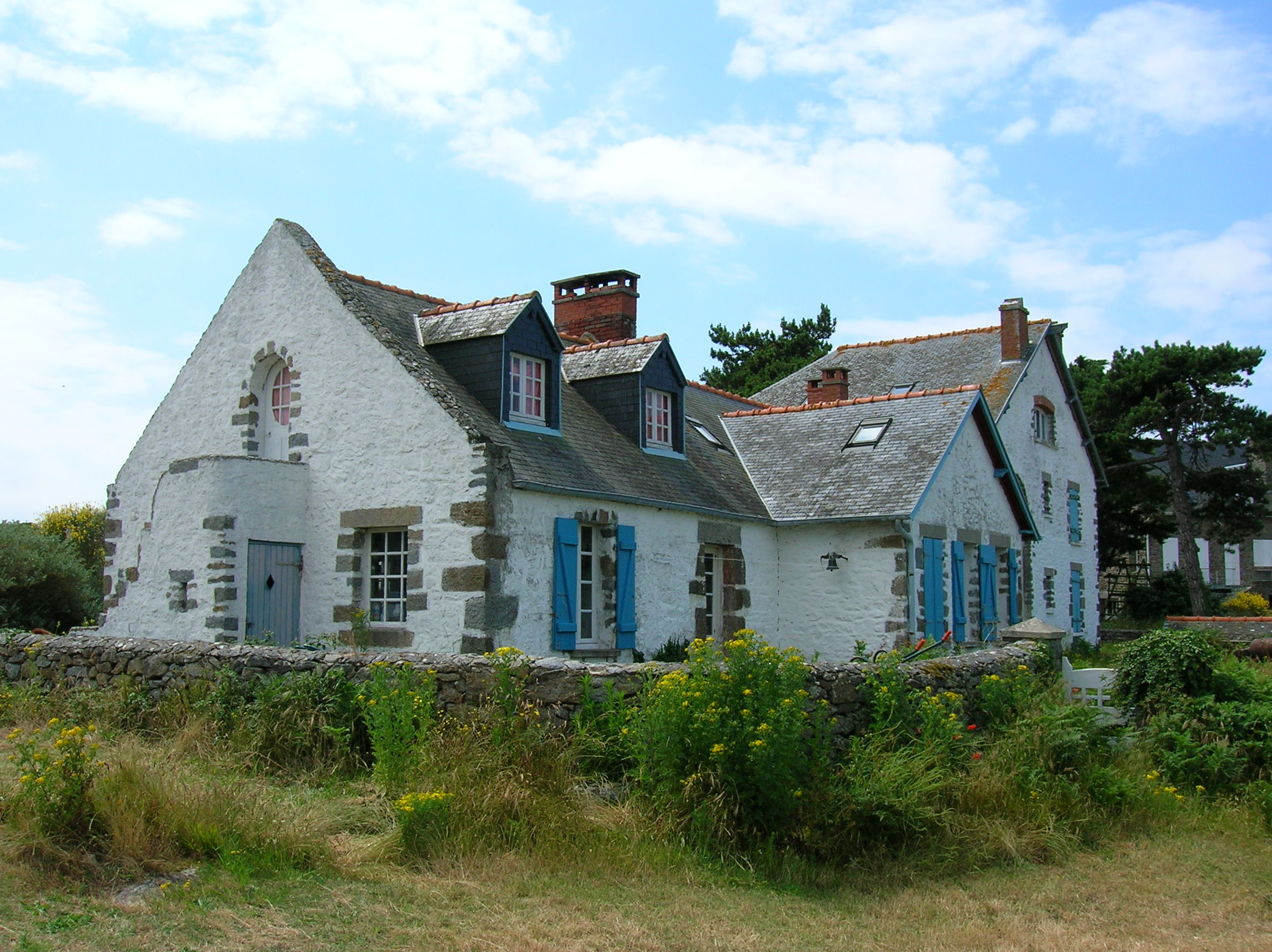
Casa scriitorului Marin-Marie, pe insula Chausey.
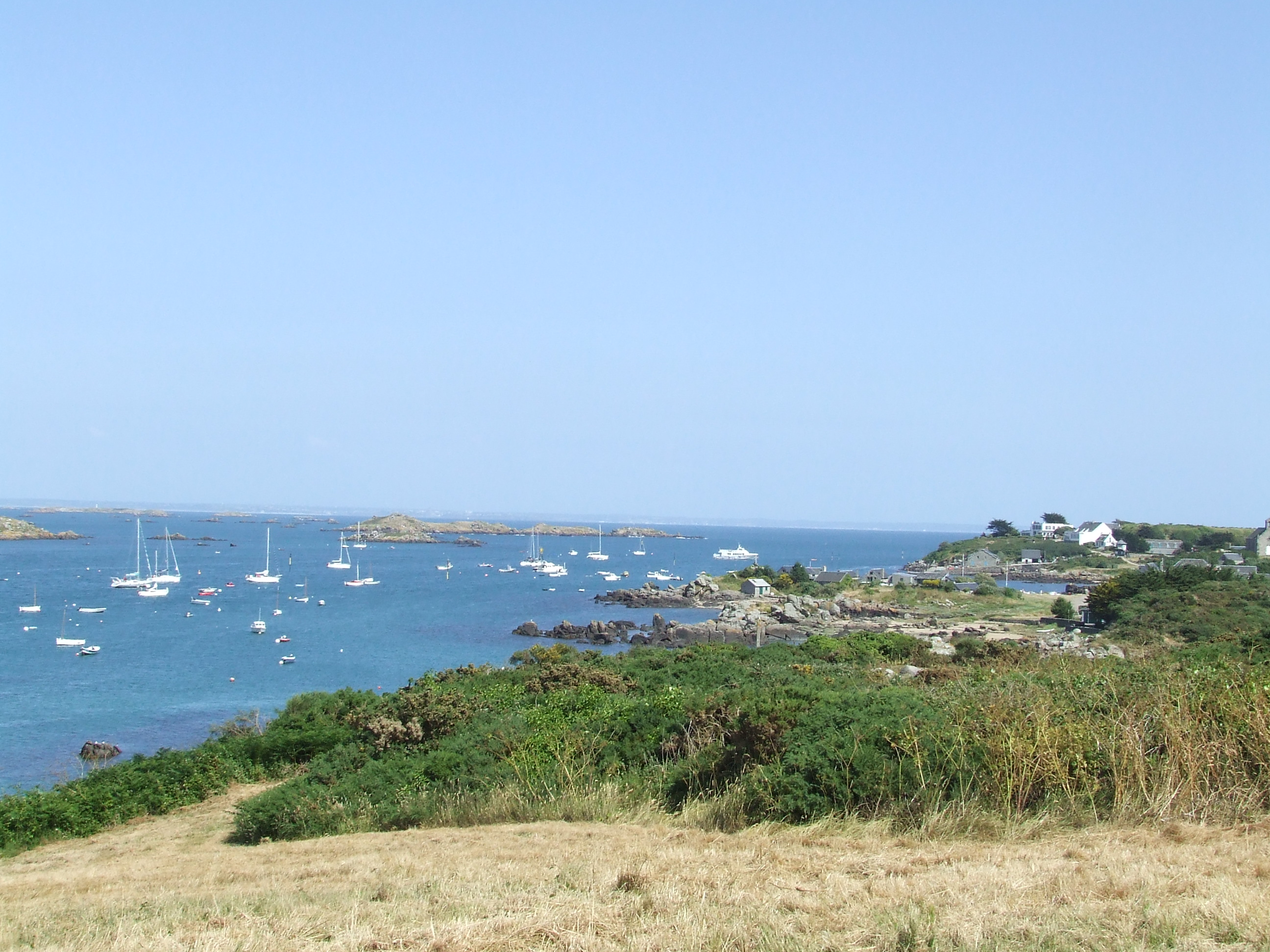
Vedere spre port şi şenal
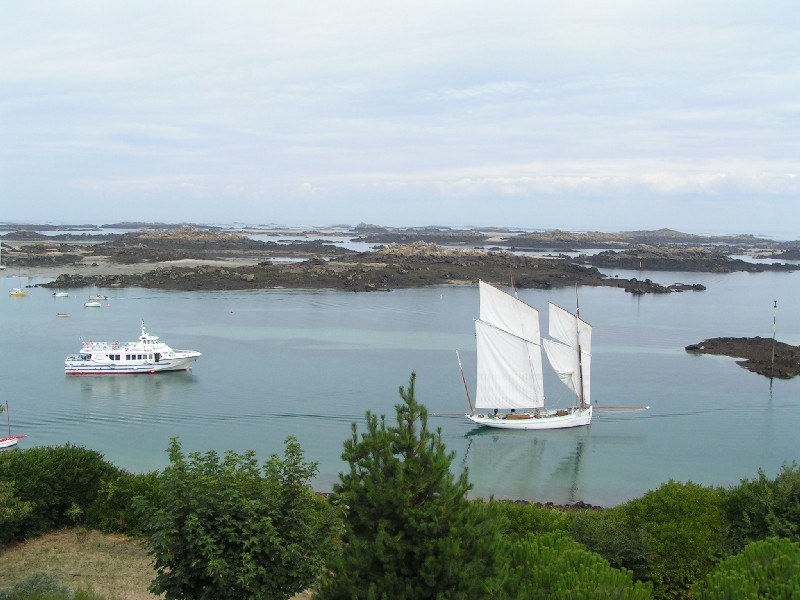

## Personage celebre
- Marin-Marie (1901-1987), scriitor și pictor de marine, a trăit pe Insula Mare.
- Bertrand Poirot-Delpech, jurnalist-scriitor